# فرانك إي. هاو
فرانك إي. هاو (بالإنجليزية: Frank E. Howe)‏ هو صحفي وسياسي أمريكي، ولد في 2 أكتوبر 1870 في هيت في الولايات المتحدة، وتوفي في 20 يوليو 1956 في بينينغتون في الولايات المتحدة. حزبياً، نشط في الحزب الجمهوري. وقد انتخب عضو مجلس نواب فيرمونت.